# 珠江三角洲绿道网深圳段
珠江三角洲绿道网深圳段，简称深圳绿道（网），是珠江三角洲绿道网的一部分，由省2号绿道、省5号绿道及其支线以及深圳市立绿道组成。截至2011年1月10日，深圳已建成绿道330公里。